# 刘建 (广阳王)
刘建（？—前45年），西汉宗室，即广阳顷王。汉武帝孙，燕剌王刘旦长子。
汉昭帝元凤元年（前80年）其父刘旦以谋反罪被迫自杀，燕国国除，刘建被废为庶人。六年后，汉宣帝即位，复立刘建为广阳王，在位二十九年於汉元帝初元四年（前45年）病故，諡號頃。
他的儿子广阳穆王刘舜嗣位。刘舜在位二十一年，汉成帝阳朔二年（前23年）刘舜的儿子广陵思王刘璜嗣位。刘璜在位二十一年，汉哀帝建平四年（前3年）刘璜的儿子广阳王刘嘉嗣位。在位十二年，王莽篡位，贬刘嘉为公，次年，废除。
學者發學並推測墓葬為今北京市大葆台漢墓。

## 兒子
- 廣陽穆王劉舜，前44年－前24年在位。
  - 广阳思王刘璜，前23年－前4年在位。
    - 广阳王刘嘉，前3年－9年在位。
- 臨鄉頃侯劉雲
- 西鄉頃侯劉容，曹魏大臣劉放的祖先[2]
- 陽鄉思侯劉發
- 益昌頃侯劉嬰